# Pico da Furna do Enxofre
O Pico da Furna do Enxofre é uma elevação portuguesa localizada no concelho de Santa Cruz da Graciosa, ilha Graciosa, arquipélago dos Açores.
Este acidente geológico tem o seu ponto mais elevado a 405 metros de altitude acima do nível do mar e faz parte do Vulcão onde se insere a Furna do Enxofre. Trata-se da elevação mais alta desta ilha de baixa altitude.
Nas suas imediações encontra-se a elevação da Ponta da Restinga, e dado que as suas encostas declinarem até à linha costeira dão origem à Baía da Engrade, a Baía da Poça, a Baía do Quarteiro e a Baía da Folga.
À volta da linha costeira formada por este elavação encontram-se as localidades do Alto do Sol, os Fenais e o Carapacho, onde se localizam as Termas do Carapacho.